# Runbaken
De Runbaken was een Britse gemotoriseerde step die vlak na de Eerste Wereldoorlog werd geproduceerd.